# Rub Pulse (album)
Rub Pulse – drugi album zespołu Habakuk wydany w 2000 roku. Została wydana z okazji dziesięciolecia istnienia grupy. Zawiera nagrania z lat 1996 – 2000. Oprócz utworów na płycie zawarte są również zdjęcia zespołu oraz teledysk.

## Lista utworów
1. Rub Dub (4:10)
2. Hallo Jah Jah Time (6:32)
3. Ucieczka (4:09)
4. Jedność (Extremal T.H.C. Remix) (5:08)
5. Pra – Ład (Jungle Radioactiv Remix) (4:48)
6. Serce (3:25)
7. Fari Wave (Jungle Radioactiv Remix) (4:20)
8. Rub Pulse (4:10)

## Twórcy
- Wojciech Turbiarz – gitara, śpiew
- Jaromir Puszek – perkusja
- Wojciech Cyndecki – gitara basowa, programowanie
- Krzysztof Niedźwiecki – gitara, śpiew
- Daniel Pomorski – instrumenty klawiszowe, trąbka
- Michał Walczak – gitara
- Ewa Kołecka – flet
- Mieczysław Grubiak – saksofon tenorowy
- Piotr Chrząstek – instrumenty klawiszowe, śpiew
- Paweł Derda – gitara, śpiew, instrumenty klawiszowe